# Edwin Arnold

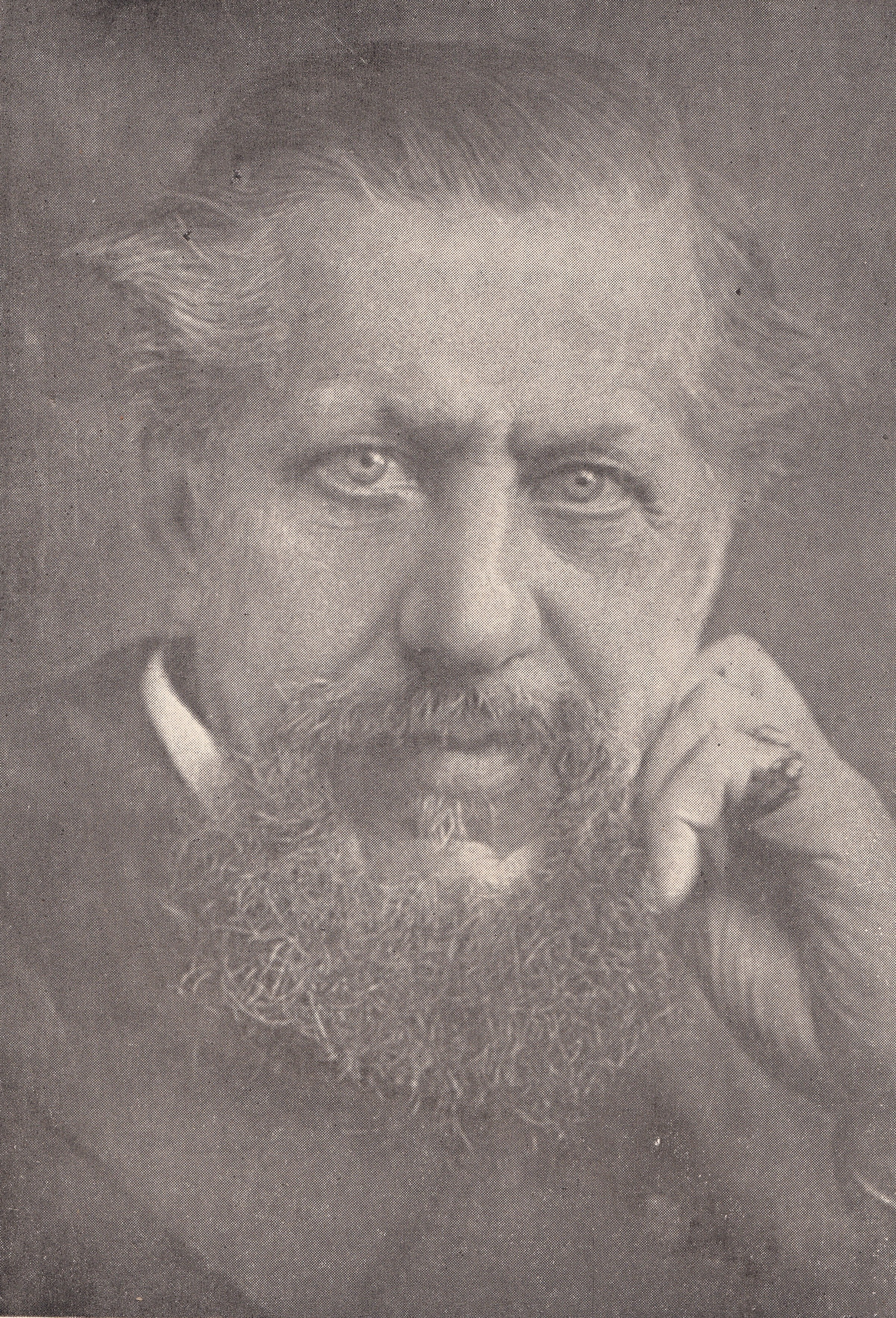
Sir Edwin Arnold, ca. 1897

Sir Edwin Arnold (Gravesend, 10 juni 1832 - Londen, 24 maart 1904) was een Engelse dichter en journalist, die vooral bekendheid verwierf met zijn dichtwerken The Light of Asia (het licht van Azië) over het leven en de leer van Gautama Boeddha en The Song Celestial (het hemelse lied) over de Bhagavad Gita. Hij leerde Sanskriet, Arabisch, Turks en Perzisch en was bovendien een begenadigd kunstenaar.
Edwin Arnold werd geboren in Gravesend in Kent als tweede zoon van Robert Coles Arnold, magistraat van Sussex. Hij ontving onderwijs aan de King's School in Rochester, King's College in Londen en de Universiteit van Oxford. Daarna kreeg hij de post van onderwijzer aan de King Edward's School in Birmingham.
In 1856 werd Arnold hoofd van het Government Sanskrit College in Poona, India Wegens de slechte gezondheid van zijn echtgenote Katherine keerde hij in 1861 terug naar Engeland. Daar werd hij journalist bij de krant de Daily Telegraph waar hij veertig jaar aan verbonden zou blijven, om na enige tijd hoofd-redacteur te worden.
In 1879 verscheen in Londen en New York The Light of Asia, het gedicht over Gautama Boeddha. Dit werd een groot succes. The Light of Asia zag meerdere herdrukken in Engeland en Amerika. Kritiek was er ook: orientalisten vonden dat Arnold geen juiste voorstelling gaf van de boeddhistische en de christelijke leer; ze voelden zich beledigd door zijn vergelijking van Boeddha met Jezus. Daarop schreef Arnold in 1891 een werk over Jezus Christus: The Light of the World.
De theosofe Helena Petrovna Blavatsky bewonderde The Light of Asia. In haar tijdschrift The Theosophist publiceerde ze een recensie die er toe leidde dat zij en Edwin Arnold elkaar leerden kennen. In 1884 voegde Henry Steel Olcott, mede-oprichter van de T.S. (Theosophical Society) zich bij dit gezelschapje.
Edwin Arnold is driemaal getrouwd geweest. Hij huwde Katherine Elizabeth Biddulph (1831-1864) in 1855. Ze hadden vier kinderen. Zijn tweede vrouw was Jennie Fanny M.S. Channing (1837-1889). Uit dit huwelijk werden twee jongens geboren. Zijn derde vrouw was de Japanse Tama Kurokawa (1869-1962).
Arnold werd in 1888 geridderd tot 'Knight Commander of the Indian Empire'. Met Anagarika Dharmapala richtte hij 31 mei 1891 de Bodhgaya Mahabodhi Society op in Sri Lanka, waar Henry Steel Olcott als president en hoofd-adviseur fungeerde.
Edwin Arnold heeft enige tijd in Japan gewoond en bracht na enige tijd zijn Japanse vrouw mee naar Londen. Daar overleed hij in 1904.

## Werken
- The Light of Asia (1879)
- Indian Song of Songs (1875)
- Pearls of the Faith (1883)
- The Song Celestial (1885)
- With Sadi in the Garden (1888)
- Potiphar's Wife (1892)
- Adzuma, or The Japanese Wife (1891)
- Seas and Lands (1891)
- Japonica (1891)
- Indian Poetry (1904)